# Daniela Alatorre
Daniela Alatorre (geboren 1979 in Austin (Texas)) ist eine mexikanisch-US-amerikanische Filmproduzentin.

## Beruflicher Werdegang
Daniela Alatorre erwarb einen Master of Fine Arts in Dokumentarfilm an der School of Visual Arts in New York.
Zwischen 2009 und 2021 produzierte sie 16 Filme. Darunter sind der Sundance-preisgekrönte Dokumentarfilm El General (2009) von Natalia Almada und ¡De Panzazo! (2012) von Juan Carlos Rulfo und Carlos Loret de Mola, der in Mexiko bei den Zuschauerzahlen für Dokumentarfilme auf dem zweiten Platz liegt. Sie ist auch Produzentin von El Ingeniero (2012) von Alejandro Lubezki, der beim Mexican Film Festival of the Americas den Preis für den besten Dokumentarfilm gewann, und von dem New York Times Op-doc Unsilenced von Betzabé García. Dieser Kurzdokumentarfilm gehört zur preisgekrönten Reihe Op-Docs der New York Times, in der unabhängige Filmemacher aus unterschiedlichen Ländern ihre Filme präsentieren.
2017 gründete sie zusammen mit Elena Fortes und Cinépolis die Produktionsfirma No Ficción.
Daniela Alatorre leitet die Programmplanung für Dokumentarfilme des Morelia International Film Festival. Zehn Jahre lang war sie hierfür außerdem als ausführende Produzentin (general producer) tätig.
Zudem ist sie Mitglied des Kuratoriums des Ambulante Film Festival in Mexiko und des Flaherty Film Seminars in New York. Sie war Beraterin und Jurorin für das Guadalajara International Film Festival, das Mexican Institute of Cinematography, das Durango Film Festival, das DocsDF, das Sheffield Film Festival, das Proimágenes Colombia, die Cinema Tropical Awards in NY, das International Documentary Film Festival of Mexico City und das Palm Springs International Film Festival. Daniela Alatorre war Teil der Sundance Editing, Music and Creative Producing Labs, Unterstützerin des Flaherty Film Seminars 2010 und Teilnehmerin in den Jahren 2011 bis 2016.
Der Langfilm Ein Polizei-Film von Alonso Ruizpalacios, an dem sie als Produzentin beteiligt war, lief im Wettbewerb um den Goldenen Bären bei den Internationalen Filmfestspielen Berlin 2021.

## Themen
2020 äußerte Daniela Alatorre in einem Interview, sie sei derzeit besonders an Hybridformen interessiert, die die Räume zwischen Spiel- und Dokumentarfilm ausloteten und so mehr Spielraum für Experimente eröffneten. Auch würde sie gerne zum Schwerpunkt Feminismus mit anderen Filmemacherinnen zusammenarbeiten, um unterschiedliche Blickwinkel auf das Thema eröffnen zu können. Zudem interessiere sie das Verhältnis zwischen Mexiko und den Vereinigten Staaten, das Einfluss auf die Art und Weise habe, wie die Welt wahrgenommen werde.

## Filmografie (Auswahl)
- 2009: El General
- 2012: ¡De panzazo! (Dokumentarfilm)
- 2016: Unsilenced (Kurzfilm)
- 2018: Ciudad Herida (Kurzdokumentarfilm)
- 2019: Die Geschichte zweier Küchen (Kurzdokumentarfilm)
- 2019: Midnight Family (Dokumentarfilm)
- 2019: Eine 3-Minütige Umarmung (Kurzdokumentarfilm)
- 2019: Retiro (Retreat) (Dokumentarfilm) (auch Regie, Drehbuch, Kamera, Ton und Editing)
- 2021: Ein Polizei-Film (Langfilm)

## Auszeichnungen (Auswahl)
- 2019: nominiert für den IDA-Award für den besten Spielfilm für Midnight Family[7]
- 2020: Einladung zum Dokfest München für Midnight Family[8]
- 2021: Einladung zum Wettbewerb der Berlinale für Ein Polizei-Film

## Rezeption
Ihre Filme Midnight Family und Ein Polizei-Film fanden große Zustimmung.